# Leptosiphonium
- Commons
- Wikispecies

Leptosiphonium F.Muell., segundo o Sistema APG II, é um género botânico pertencente à família Acanthaceae.

## Sinonímia
- Ruellia L.

## Espécies
| - Leptosiphonium aruense - Leptosiphonium forbesii - Leptosiphonium garckeanum - Leptosiphonium gloeocalyx - Leptosiphonium guppyi - Leptosiphonium papuanum | - Leptosiphonium potamoxenos - Leptosiphonium stricklandi - Leptosiphonium venustum - Leptosiphonium versicolor - Leptosiphonium vestitum |

- «Lista das espécies»

## Nome e referências
Leptosiphonium F.Muell., 1886.

## Classificação do gênero
| Sistema | Classificação                       | Referência            |
| ------- | ----------------------------------- | --------------------- |
| APG II  | Ordem Lamiales, família Acanthaceae | APweb, versão 9, 2008 |